# Hiroshi Sugimoto
Hiroshi Sugimoto (杉本 博司?, Sugimoto Hiroshi; Tokyo, 23 febbraio 1948) è un fotografo e artista giapponese.
Uno dei più importanti esponenti della fotografia contemporanea, «rappresentante di una fotografia seriale ispirata all'arte minimalista e concettuale nella tradizione della sobrietà e della semplicità orientali» e noto per il suo rigore nel riprodurre «stampe minuziose» in bianco e nero che realizza con una tecnica accurata e sofistificata preparando artigianalmente le emulsioni fotografiche che espone con tempi e metodi, diversi ed esclusivi. Vive tra Tokyo e New York.

## Biografia
Hiroshi nasce nel 1948 a Tokio. Ha ventidue anni quando nel 1970 all'Università St. Paul della capitale giapponese consegue il Bachelor of Arts (B.A.) in scienze politiche e sociologia. Si trasferisce subito dopo a Los Angeles in California dove presso l'Art Center College of Design studia fotografia, ed è qui «che matura le convinzioni sul concettualismo e minimalismo e sceglie la fotografia come mezzo per interpretarli». Nel 1972 consegue il Bachelor of Fine Arts (B.F.A.). Nel 1974 si sposta a New York che sarà con Tokio una delle due principali "fucine" nelle quali concepirà il suo lavoro da fotografo. Il suo stile è ben definito da subito: una serie di foto per ogni suo lavoro che analizza tramite quegli scatti "seriali" un diverso «senso di autenticità». E con questi concetti che prende il via il suo primo "lavoro" nel 1976: Dioramas, scatti di «mostre all'interno dei musei di storia naturale, in cui le immagini di Sugimoto hanno portato alla vita creature estinte e situazioni preistoriche». A differenza di quasi la totalità di altri fotografi che "completano" i loro servizi in un determinato e ristretto periodo di tempo, le riprese delle "serie" delle fotografie di Sungimoto, che includono "sperimentazione" e "luoghi diversi" riguardanti sempre l'identico tema, possono durare anche diversi anni.
Anche se è noto che Sugimoto preferisce il bianco e nero sia per i suoi lavori sia per la ricerca in campo fotografico, non disdegna alcuni inusuali a colori, ottenuti però anch'essi con sistemi innovativi e stampati con attrezzature che ne esaltino le sfumature delle tonalità. Eclatante nel 2012, è stato l'"esperimento" della sua collaborazione con la nota casa di alta moda e prêt-à-porter francese Hermès per la realizzazione di foulards esclusivi,  definito dai media  «un riuscito incontro tra alta moda e arte», «una serie limitatissima di soli 140 esemplari» di foulards in twill di seta, «vere e proprie opere d'arte» ottenute da una serie di 20 immagini diverse. Le foto a colori di Sugimoto per i foulards di Hermes, un esperimento nuovo nella tradizione fotografica del fotografo giapponese, sono state esposte nel giugno 2012 al Museo delle culture di Basilea.
Hiroshi Sugimoto interpreta se stesso in una scena della commedia franco-belga Mon pire cauchemar (il mio peggior incubo), di Anne Fontaine (2011). In un'altra scena del film il protagonista maschile, Patrick (Benoît Poelvoorde), ubriaco, deturpa con un disegno osceno un'opera di Sugimoto che gli è stata regalata da Agathe (Isabelle Huppert). Nei titoli di coda si legge che “la photo «MK2 bibliothéque» d'Hiroshi Sugimoto a été vandalisée par lui même” ovvero che «La foto di "MK2 Library" di Hiroshi Sugimoto è stata vandalizzata da lui stesso»
Nel 2013 collabora con l'attore Nomura Mansai a un adattamento del Macbeth di William Shakespeare seguendo le tradizioni del teatro Nō e Kyōgen. L'opera viene prodotta da una collaborazione fra la Japan Society e il Solomon R. Guggenheim Museum.

## "Le tecniche" del B/N e la polemica sullo spettro della luce per il colore
Una delle caratteristiche del fotografo giapponese riguarda le foto "seriali" che sviluppa e cura per un unico ed esclusivo tema. Serie di fotografie per le quali usa tecniche diverse: dalle riprese con tempi di esposizione lunghissimi, anche fino a tre ore come la serie del 1980 Seascapes in cui fotografa il mare in bianco e nero senza nessun ulteriore elemento di disturbo e senza il pur minimo particolare che potrebbero distrarre l'osservatore dall'immagine su quell'unico tema a immagini ottenute «dirigendo sulla pellicola fotografica una scarica elettrica da 400 mila Volt con un Generatore di Van de Graaff» come i Lightning fields del 2006 dove interpreta scariche elettriche di varie forme su un fondo nero. Fra le sue più importanti serie a tema concluse e in corso di lavoro le più famose sono: Theaters (iniziata nel 1976); Seascapes (iniziata nel 1980); Lightning Fields (iniziata nel 2006) oltre a Dioramas (iniziata nel 1976 e conclusa nel 2012) e Portraits (iniziata nel 1994 e conclusa nel 1999).
Oltre a tecniche molto originali come le lunghissime esposizioni, le immagini ottenute da scariche elettriche ad alto voltaggio e alla preparazione artigianale delle emulsioni fotografiche su diversi supporti, quando si è cimentato con il colore Sugimoto ha usato una sua ulteriore tecnica, particolare e sofisticata che può essere definita:la decomposizione della luce, l'uso del colore scomposto da un prisma, ovvero «l'uso di una macchina fotografica Polaroid per catturare il colore creato dalla luce del mattino che passando attraverso un prisma si rifletteva su un particolare schermo a parete», tecnica usata proprio per una commessa di foulards esclusivi fatta dalla maison parigina Hermès dove è stato appunto usato «un prisma gigante per creare uno straordinario display cromatico»
per catturare sulla sua Polaroid una più vasta gamma di colori.
Per la stampa ha usato invece una enorme stampante a getto di inchiostro personalizzata e modificata che potesse riprodurre proprio grazie alla natura del metodo di stampa, una gamma precisa e vasta di sfumature di più colori.
Polemico sullo spettro dei colori, Sugimoto ha asserito di aver studiato per anni lo spettro della luce e con il suo esperimento ha voluto dimostrare che i colori non sono solo i sette "indicizzati" dalla scienza odierna e dallo stesso Isaac Newton: 
(Hiroshi Sugimoto)

## "Le serie" dei suoi lavori nei dettagli estetici
(Hiroshi Sugimoto)
Etichettare Sugimoto come un fotografo appartenente ad una determinata "scuola" è assai difficile proprio per gli elementi che caratterizzano la sua "diversa" fotografia: dai tempi di esposizione ai materiali usati per la ripresa e lo sviluppo preparati artigianalmente; dall'utilizzo di macchine di grande formato a fotocamere istantanee e pellicole autosviluppanti come le Polaroid; elementi che possiamo classificare come appartenenti alla "fotografia analogica", ma rispondere alla domanda: se esiste "una cultura" o "un maestro" a cui ha fatto riferimento per il modo in cui interpretare la fotografia, merita una risposta più articolata separando l'aspetto tecnico da quello estetico della sua concezione fotografica. In una intervista italiana a cura di Manuela De Leonardis, esperta in archiviazione fotografica e «autrice di interviste ai protagonisti del mondo della fotografia», è lui stesso ad asserire che nei suoi studi è stato influenzato più dalla filosofia tedesca di Hegel, Feuerbach e Kant che dalle filosofie orientali a cui alcuni critici fanno riferimento per la sua formazione culturale: «ho studiato più i filosofi tedeschi[...] e, naturalmente, il cristianesimo. Il mio cervello era allenato a pensare, ma non avevo studiato nessuna filosofia orientale». Nell'intervista, ammette di aver imparato molto da fotografi come Walker Evans e Ansel Adams come tecnica fotografica, «ma non per quando riguarda l'estetica».
.

## Non solo fotografo

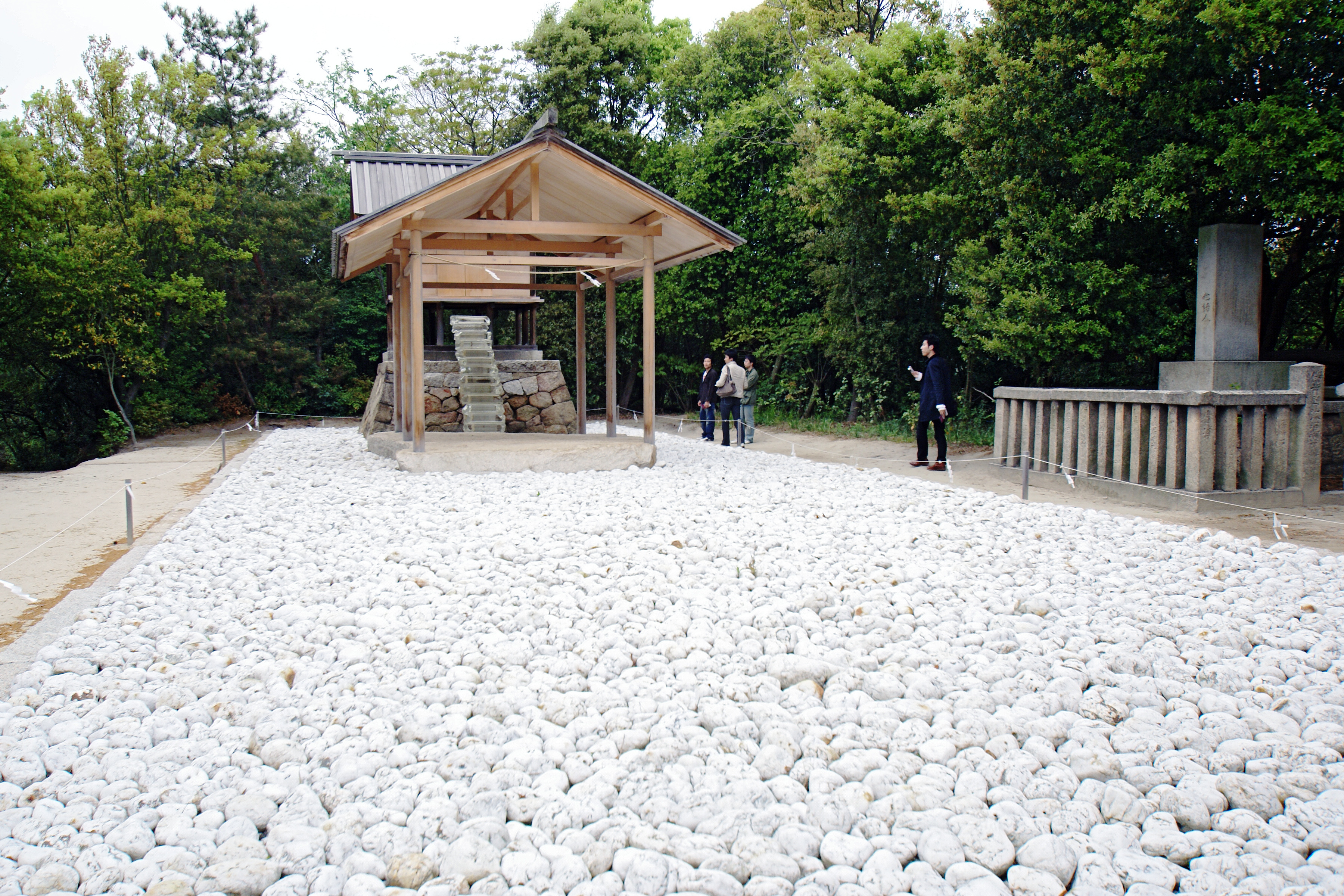
"Appropriate Proportion", uno dei suoi progetti architettonici

## Premi e riconoscimenti
- 1977  Creative Arts Public Service Fellowship, New York
- 1980 Guggenheim Fellowship, New York[26]
- 1982 National Endowment for the Arts, Washington
- 1988 Mainichi Art Award, Tokio[1]
- 1999  Glen Dimplex Artists Award, Irish Museum of Modern Art, Dublino
- 1999  International Center of Photography, Fifteenth Annual Infinity Award: Art, New York
- 2000  Honorary Doctorate of Fine Arts, Parsons School of Design, New School University, New York
- 2001 Hasselblad Foundation International Award (Hasselblad Award)[27], Göteborg
- 2006  Premio PHotoEspaña, Madrid
- 2009 Premio Imperiale, Tokio[28]
- 2010  Medaglia con nastro viola, Tokyo
- 2013 Officier of the Ordre des Arts et des Lettres Parigi
- 2014 Noguchi Museum, Isamu Noguchi Award for Kindred Spirits in Innovation, Global Consciousness and Japanese/American, New York, Exchange[29]
- 2017  Medaglia del Centenario, The Royal Photographic Society, Londra
- 2018 National Arts Club Medal of Honor in Photography, New York

## Mostre (selezione)
- 1977 Tokio, Minami Gallery
- 1981 New York, Sonnabend Gallery
- 1985 New York, New Museum of Contemporary Art
- 1989 Cleveland, Kunstmuseum
- 1993 Charleroi, Palais des Beaux-Arts
- 1995 Basilea, Kunsthalle Basel, Centre International D'art Contemporain; Montréal; New York Metropolitan Museum of Art; Los Angeles, Museum of Contemporary Art

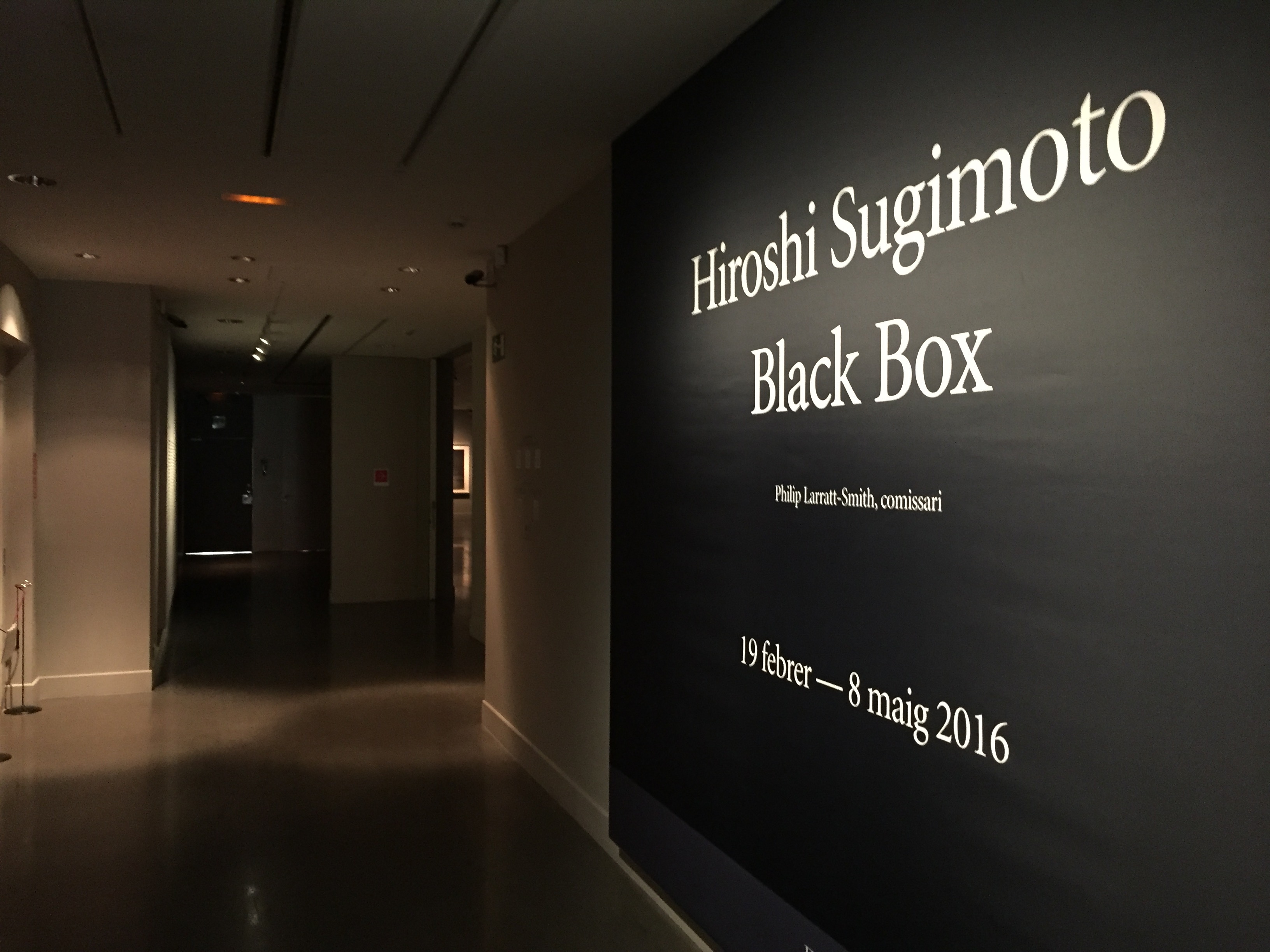
il pannello annunciante la mostra Black Box nei locali della Fondazione MAPFRE nel 2016 a Barcellona

- 1996 Sydney, Sydney Biennale; Gunma, Hara Museum Arc
- 1997 Berkeley, Berkeley Art Museum
- 1998 new York Sonnabend Gallery; Londra, Photographer's Gallery
- 1999 Vienna, Galerie nächst St. Stephan
- 2000 Berlino, Deutsche Guggenheim Berlin; Bilbao, Guggenheim Museum
- 2001 Yokohama, Yokohama Triennale; Kunsthaus Bregenz
- 2002 Bielefeld, Kunsthalle Bielefeld
- 2004 Edimburgo, Fruitmarket Gallery; Parigi Jeu de Paume
- 2007 Herford, MARTa Herford
- 2007 Düsseldorf, Kunstsammlung Nordrhein-Westfalen (14 luglio 2007-6 gennaio 2008)
- 2008 Salisburgo, Museum der Moderne Salzburg, (Mönchsberg)
- 2008 Lucerna, Hiroshi Sugimoto, Kunstmuseum, (25 ottobre 2008-25 gennaio 2009)[30]
- 2008 Berlino, Hiroshi Sugimoto Retrospective, Neue Nationalgalerie, (4 luglio - 5 ottobre 2008)[31]
- 2010 Firenze, Ritratti del potere. Volti e meccanismi dell'autorità, Palazzo Strozzi, (1º ottobre 2010 - 23 gennaio 2011)[32]
- 2015 Torino,Il Kabuki dei tre samurai [33], Nobuyoshi Araki, Yasumasa Morimura, Hiroshi Sugimoto, a cura di Graziano Menolascina, (catalogo ISBN 978-8897776598
- 2015 Modena, Hiroshi Sugimoto, stop time, Fondazione Fotografia Modena, Foro Boario, (8 marzo - 7 giugno 2015)[34]
- 2016 Barcellona, Black Box, Fundación MAPFRE Casa Garriga i Nogués exhibition hall, (19 febbraio - 8 maggio 2016)[35]
- 2017 New York, Gates of Paradise, Japan Society, (20 ottobre 2017 - 7 gennaio 2018)[36]
- 2018 Bruxelles, Hiroshi Sugimoto, Still Life, Musées royaux des Beaux-Arts de Belgique (20 aprile 2018 - 19 agosto 2018)

## Collezioni (selezione)
Numerose le collezioni del fotografo giapponese, una selezione dei musei nel mondo che ospitano le sue opere sono: il National Museum of Photography di Copenaghen in Danimarca; il Kiasma - Museum of Contemporary Art di Helsinki in Finlandia; il Fondation Cartier pour l’art contemporain e il Centro Georges Pompidou di Parigi in Francia; la Pinakothek der Moderne a Monaco di Baviera e il Fotografische Sammlung – Schloss Kummerow di Kummerow in Germania; l'Hara Museum of Contemporary Art e il Museo Nazionale d'Arte Moderna di Tokyo in Giappone; il Museo d'Israele a Gerusalemme in Israele; la Francois Pinault Foundation di Venezia in Italia; al Museo Berardo di Lisbona in Portogallo; al Tate Britain e alla National Gallery a Londra nel Regno Unito; al Museu d'Art Contemporani de Barcelona (MACBA) e il
Cal Cego - Colleccion de Arte Contemporaneo di Barcellona in Spagna; il Moderna Museet di Stoccolma in Svezia; il Fotomuseum Winterthur di Winterthur in Svizzera e diversi musei degli Stati Uniti d'America come il
Metropolitan Museum of Art, il  Museum of Modern Art (MoMA) e il Solomon R. Guggenheim Museum di New York, il Museum of Contemporary Art  e l'Art Institute di Chicago, il Los Angeles County Museum of Art di Los Angeles, il Milwaukee Art Museum (MAM) di Milwaukee e il Hirshhorn Museum and Sculpture Garden di Washington.

## I Video sulle personali "tecniche" usate da Sugimoto

### Utilizzo di un generatore di Van de Graaff come fonte di esposizione
- video per la realizzazione della serie fotografica The Long Never (Lightning fields)  con un "generatore di Van de Graaff", a cura di Damiani - Bologna Archiviato il 7 novembre 2017 in Internet Archive.

### Utilizzo di esposizioni molte prolungate con attrezzature analogiche
- video per la realizzazione della serie fotografica Dioramas (e altre "tecniche"), a cura dell'American Museum of Natural History

### I ritratti fotografati senza nessun elemento "di disturbo", con l'eliminazione preventiva di cornici e riflessi
- Ritratti e dioramas al Getty Museum

### Scomposizione della luce - l'uso del colore scomposto da un prisma
- La visione di Sugimoto sullo spettro - Parte iniziale del video: Scomposizione della luce su una parete con l'uso di un prisma

### Opere in italiano
- Il kabuki dei tre samurai, Hiroshi Sugimoto, Nobuyoshi Araki e Yasumasa Morimura, a cura di G. Menolascina, Iemme Edizioni, Napoli 2015, ISBN 978-88-977-7659-8

### Opere in altre lingue
- (DE)  Hiroshi Sugimoto, Hatje Cantz Verlag, Ostfildern 2007, ISBN 978-3-7757-1934-6
- (EN)  Hiroshi Sugimoto. Architecture, Hrsg. Museum of Contemporary Art Chicago, Hatje Cantz Verlag, Ostfildern 2007, ISBN 978-3-7757-2056-4.